# Leichtathletik-Weltmeisterschaften 2023/Teilnehmer (Sri Lanka)
Der Leichtathletikverband von Sri Lanka nahm an den Leichtathletik-Weltmeisterschaften 2023 in Budapest mit sieben Athleten teil.
| Goldmedaillen | Silbermedaillen | Bronzemedaillen |
| ------------- | --------------- | --------------- |
| —             | —               | —               |

## Ergebnisse

### Frauen

#### Sprung/Wurf
| Athlet          | Disziplin | Qualifikation | Qualifikation | Finale        | Finale        |
| Athlet          | Disziplin | Weite/Höhe    | Platz         | Weite/Höhe    | Platz         |
| --------------- | --------- | ------------- | ------------- | ------------- | ------------- |
| Dilhani Lekamge | Speerwurf | 55,89 m       | 22            | ausgeschieden | ausgeschieden |

### Männer

#### Laufdisziplinen
| Athlet | Disziplin | Vorlauf     | Vorlauf | Halbfinale    | Halbfinale    | Finale        | Finale        |
| Athlet | Disziplin | Zeit        | Platz   | Zeit          | Platz         | Zeit          | Platz         |
| --- | --------- | ----------- | ------- | ------------- | ------------- | ------------- | ------------- |
| Aruna Dharshana | 400 m     | 45,70 s     | 34      | ausgeschieden | ausgeschieden | ausgeschieden | ausgeschieden |
| Pabasara Niku Aruna Dharshana Rajitha Neranjan Rajakaruna Kalinga Kumarage nicht im Einsatz: Lakshan Kodikara Dinuka Deshan | 4 × 400 m | 3:03,25 min | 17      | ausgeschieden | ausgeschieden | ausgeschieden | ausgeschieden |